# 先鋒高地
先鋒高地是矮行星冥王星上的一個地區，位於湯博區北邊和航海家高地東邊，是新視野號太空船在2015年7月14日發現的。它依據先鋒計畫命名，這個既包括先鋒10號和先鋒11號，是最先穿越小行星帶和探測木星和土星，以及外太陽系的太空船；先鋒6、7、8和9號組成行星際天氣網路；先鋒1號至5號以不同的方法探測月球；而先鋒金星計劃是讓太空船環繞金星的太空船。